# Karniszyn (przystanek kolejowy)
Karniszyn – zlikwidowany przystanek stargardzkiej kolei wąskotorowej we wsi Bienice, w województwie zachodniopomorskim, w Polsce. Przystanek został zlikwidowany po 1945 roku.